# جان غراتون
جان غراتون هو كاهن كاثوليكي كندي، ولد في 4 ديسمبر 1924 في United Counties of Prescott and Russell ‏ في كندا، وتوفي في 14 أبريل 2011.